# Centaurea lanigera
Centaurea lanigera — вид квіткових рослин айстрових (Asteraceae). Ендемік цн. Туреччини.

## Середовище
Населяє скелясті схили.

## Морфологічна характеристика
Це багаторічник 5–10 см заввишки, павутинний. Листки черешкові, перисто-розсічені, сегменти еліптично-ланцетні, віддалені, стеблові листки сидячі, перистороздільні. Квіткові голови поодинокі, великі. Квітки жовтувато-білі. Період цвітіння: літо.